# フランカ・ポテンテ
フランカ・ポテンテ（Franka Potente、1974年7月22日 - ）は、ドイツ出身の女優。

## 来歴

### 生い立ち
父親は教師。「ポテンテ」というイタリア風の名字は、19世紀にシチリアからドイツに移住した屋根ふき職人の先祖に由来する。
ミュンヘンの演劇学校やニューヨークのリー・ストラスバーグ演劇学校で演技を学んだ。

### キャリア
1998年、トム・ティクヴァ監督の『ラン・ローラ・ラン』のヒットで世界的に知られるようになった。2001年の『ブロウ』からはアメリカ映画にも出演し、『ボーン・アイデンティティー』ではマット・デイモン演じる主人公の恋人役に抜擢された。
2007年にはエリック・バナと共演したオーストラリア映画『ディア マイ ファーザー』、2008年にはスティーヴン・ソダーバーグ監督、ベニチオ・デル・トロ主演の『チェ 28歳の革命 / 39歳 別れの手紙』に出演。
執筆業にも興味を示し、2010年には日本を題材とした短編小説集"zehn"を上梓。

### 私生活
『ラン・ローラ・ラン』のティクヴァ監督と交際していたが2002年に別れている。その後、『Try Seventeen』（2002年）で共演したイライジャ・ウッドと短期間交際している。
2008年に、Dioと呼ばれる36歳のビジネスマンと婚約した。彼はヨーロッパに住むアメリカ人で、二人はアムステルダムで出会った。
2012年にパートナーである俳優デレク・リチャードソンとの間に女児が誕生。同年にリチャードソンと結婚。
ドイツ語の他に、英語とイタリア語も話す。

## 主な出演作品
| 公開年 | 邦題 原題                                                                     | 役名                   | 備考                              |
| ------ | ----------------------------------------------------------------------------- | ---------------------- | --------------------------------- |
| 1998   | ホロコースト2000- Opernball                                                   | ガブリエレ             | テレビ映画                        |
| 1998   | ラン・ローラ・ラン Lola rennt                                                 | ローラ                 |                                   |
| 1998   | アム・アイ・ビューティフル? ?Bin ich schön?                                   | リンダ                 |                                   |
| 2000   | アナトミー Anatomie                                                           | パウラ・ヘニング       |                                   |
| 2000   | プリンセス・アンド・ウォリアー- The Princess and the Warrior                  | シシー                 |                                   |
| 2001   | ブロウ Blow                                                                   | バーバラ・バックリー   |                                   |
| 2001   | ストーリーテリング Storytelling                                               | 編集者                 |                                   |
| 2002   | ボーン・アイデンティティー The Bourne Identity                                | マリー・クルーツ       |                                   |
| 2002   | 17歳 ～体験白書～- All I Want                                                 | ジェーン               |                                   |
| 2003   | アナトミー2 Anatomie 2                                                        | パウラ・ヘニング       |                                   |
| 2004   | ボーン・スプレマシー The Bourne Supremacy                                     | マリー・クルーツ       |                                   |
| 2004   | 0:34 レイジ34フン Creep                                                       | ケイト                 |                                   |
| 2006   | 素粒子 Elementarteilchen                                                      | アナベル               |                                   |
| 2007   | ディア マイ ファーザー Romulus, My Father                                     | クリスティーン         |                                   |
| 2007   | ヒトラーの審判 アイヒマン、最期の告白- Eichmann                               | ヴェラ                 |                                   |
| 2008   | チェ 28歳の革命 / 39歳 別れの手紙 The Argentine / Guerrilla                   | タニア                 |                                   |
| 2008   | 1945戦場への橋 -ナチス武装戦線- Die Brücke                                    | エルフィ               |                                   |
| 2009   | Dr.HOUSE House                                                                | リディア               | テレビシリーズ、1エピソードに出演 |
| 2010   | シャンハイ Shanghai                                                           | レニ                   |                                   |
| 2012   | アメリカン・ホラー・ストーリー American Horror Story                          | シャーロット・ブラウン | テレビシリーズ                    |
| 2016   | 死霊館 エンフィールド事件 The Conjuring 2                                     | アニータ・グレゴリー   |                                   |
| 2023   | 悪魔城ドラキュラ -キャッスルヴァニア-: 月夜のノクターン Castlevania: Nocturne | エリザベート・バートリ | Netflixアニメ                     |

## 参照
1. ↑  Franka Potente Biography (1974-)
2. ↑  https://www.imdb.com/name/nm0004376/bio/
3. ↑  Franka Potente mit Amerikaner verlobt